# Ariadne pharis
Ariadne pharis är en fjärilsart som beskrevs av Hans Fruhstorfer 1912. Ariadne pharis ingår i släktet Ariadne och familjen praktfjärilar. Inga underarter finns listade i Catalogue of Life.